# Aleksandar Bogdanović
Aleksandar Bogdanović (Osijek, 17. lipnja 1974. – Osijek, 25. prosinca 2019.) bio je hrvatski filmski, kazališni i televizijski glumac, tenisač i teniski trener.

## Filmografija

### Flmske uloge
- "Ponoćno sivo" (2014.)
- "Most na kraju svijeta" - kao Filip (2014.)
- "Plavi vlak" - kao profesor tjelesnog odgoja (2010.)[2]

### Televizijske uloge
- "General" - kao zapovjednik zasjede (2019.)
- "Novine" - kao Dinko Antunović (2016. – 2018.)
- "Počivali u miru" - kao Lega (2013.)
- "Larin izbor" - kao Janko Baljak (2011.)
- "Najbolje godine" - kao zaštitar (2011.)
- "Posljednja audijencija" - kao savjetnik kralja Milana (2008.)

## Životopis
Rođen je u Osijeku. U Novom Sadu završio je Akademiju umjetnosti u klasi profesora Branka Pleše. Glumio je u osječkom HNK te kazalištima u Puli, Zagrebu i dr. Uz kazališnu ostvario je glumačku karijeru u igranim filmovima i televizijskim serijama (Larin izbor, Novine i dr.). Uz glumu aktivno se bavio športom tenisom, u mlađim danima bio je hrvatski teniski talent. Zbog tenisa je nakratko 2003. godine prekinuo glumačku karijeru i u tom je vremenu bio trener Novaka Đokovića i Ane Ivanović, onda još djeci. Omogućio je da Đoković nastupi na teniskom turniru u Umagu. Bogdanović je pomogao i Marinu Čiliću.
Dana 21. prosinca 2019. neoprezni vozač udario ga je automobilom dok je prelazio pješački prijelaz u ulici kneza Trpimira u Osijeku. Od posljedica teške prometne nesreće u kojoje je ostao s teškim ozljedama glave, hematomom i nekoliko lomova pokušavali su ga spasiti u osječkoj bolnici. Bio je na aparatima za održavanje života, no nakon nekoliko dana obitelj je pristala na liječnički savjet da se isključe aparati.

## Vanjske poveznice
- Aleksandar Bogdanović u internetskoj bazi filmova IMDb-u (engl.)